# Губино (Томський район)
Гу́бино (рос. Губино) — присілок у складі Томського району Томської області, Росія. Входить до складу Моряковського сільського поселення.

## Населення
Населення — 554 особи (2010; 475 у 2002).
Національний склад (станом на 2002 рік):
- росіяни — 92 %